# BRONX
BRONX（ブロンクス）は、かつて存在した日本のハードロックバンド。ギタリストの横関敦が在籍していた。

## 概要
本城未沙子、早川めぐみ等のサポート・ギタリストだった横関敦が1985年、事務所パブリック・イメージに所属しBRONXを結成。同年9月、デビューアルバム『Easter 魔帝聖還』（ポリドール）を発表。中野サンプラザにてデビュー・ライヴを行なう。
1986年2月、2ndアルバム『Illusion Of Mr.Morphine ミスター・モーフィンの幻想』を発表後、暫くしてヴォーカルの杉浦一広とドラムの増田祥が脱退、新たにドラムに北川敦史、ヴォーカルには元HELLENで活躍していたクリア・ヴォイスが特徴の今越能人(vo)が加入。これを機に1987年5月バンド名をTHE BRONXに改名し、3rdアルバム『On The Steel Breeze 鋼鉄の嵐』を発表するも同年に解散した。

## ディスコグラフィ
バンド活動時
※リリースはいずれもポリドール
- 『Easter 魔帝聖還』 - 1985年9月
- 『Illusion Of Mr.Morphine ミスター・モーフィンの幻想』 - 1986年2月
- 『On The Steel Breeze 鋼鉄の嵐』 - 1987年5月

解散後の再リリース
※リリースはユニバーサルミュージック- 2014年10月
- 『Easter 魔帝聖還』（  デジタルリマスター盤）
- 『ILLUSION OF MR.MORPHINEミスター・モーフィンの幻想』（デジタルリマスター盤）
- 『On The Steel Breeze 鋼鉄の嵐』（デジタルリマスター盤）

## メンバー
第1期
- Vo:杉浦一広 / Kazuhiro Sugiura
- Gt:横関敦 / Atsushi Yokozeki
- Ba:下田カツヒコ /Akinori Shimoda
- Ds:増田祥 / Shou Masuda

第2期
- Vo:今越能人 (ex.HELLEN) / Yoshito Imakoshi
- Gt:横関敦
- Ba:下田カツヒコ
- Ds:北川 敦史 / Atsushi Kitagawa